# Koczała
Koczała (kaszub. Kòczała, niem. Flötenstein) – wieś w Polsce położona w województwie pomorskim, w powiecie człuchowskim, nad rzeką Rudą, siedziba wiejskiej gminy Koczała. Teren Koczały obfituje w liczne jeziora, między innymi Jezioro Dymno, które liczy 88 ha i posiada pierwszą klasę czystości. Koczała leży na trasie nieistniejącej już linii kolejowej (Miastko-Koczała-Przechlewo-Człuchów). We wsi znajduje się Szkoła Podstawowa im. Żołnierzy Pierwszej Armii Wojska Polskiego.
Niedaleko wsi znajduje się byłe lotnisko wojskowe w Pieniężnicy.
Wieś królewska starostwa człuchowskiego w województwie pomorskim w drugiej połowie XVI wieku.
W latach 1954–1972 wieś należała i była siedzibą władz gromady Koczała. W latach 1975–1998 miejscowość administracyjnie należała do województwa słupskiego.
Miejscowość jest siedzibą gminy Koczała. W 2016 roku wieś obchodziła 660-lecie lokacji.

## Zabytki
Według rejestru zabytków NID na listę zabytków wpisany jest kościół parafialny pw. Narodzenia NMP, 1902, nr rej.: A-1236 z 25.03.2003.

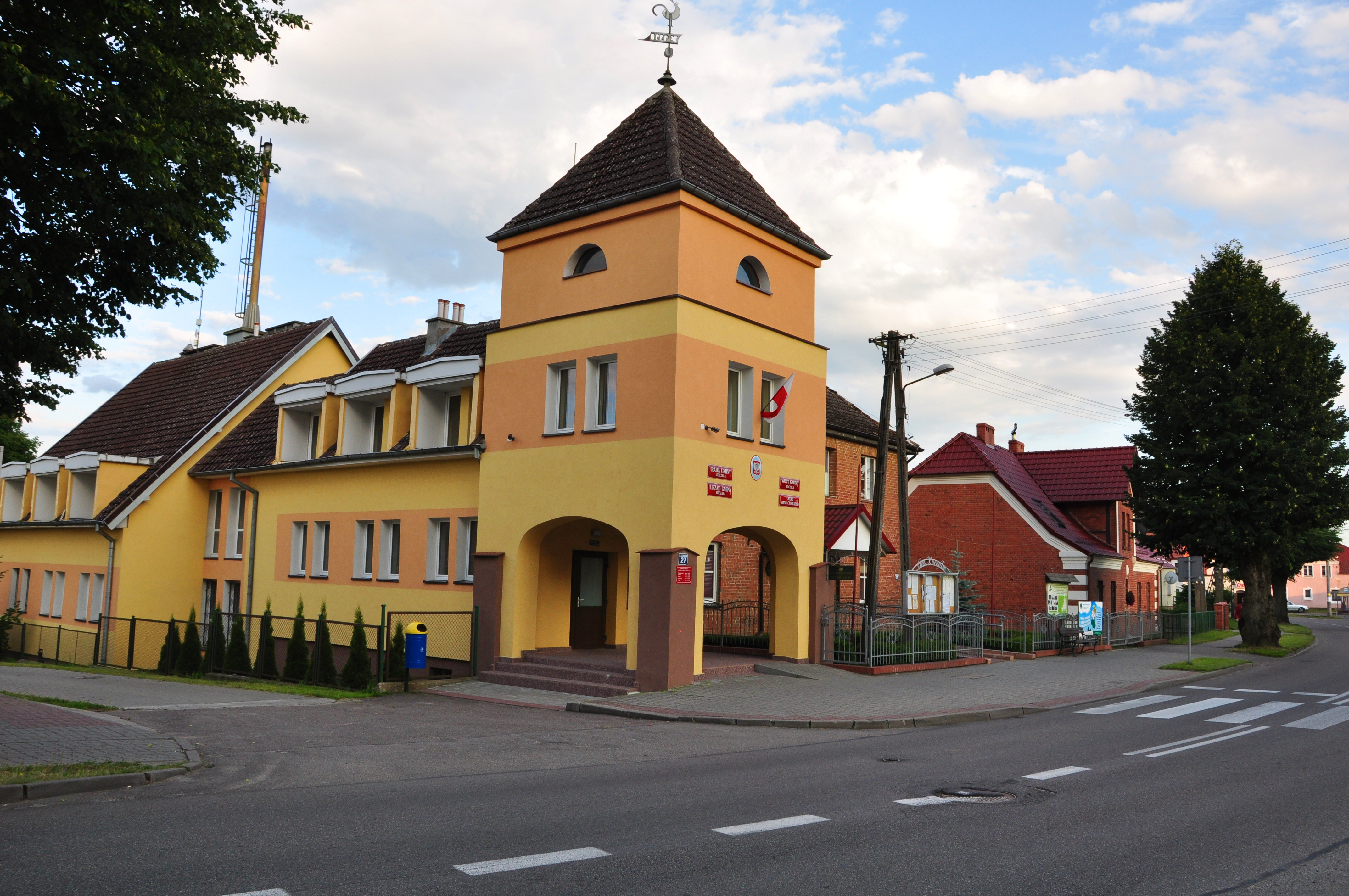
Urząd gminy
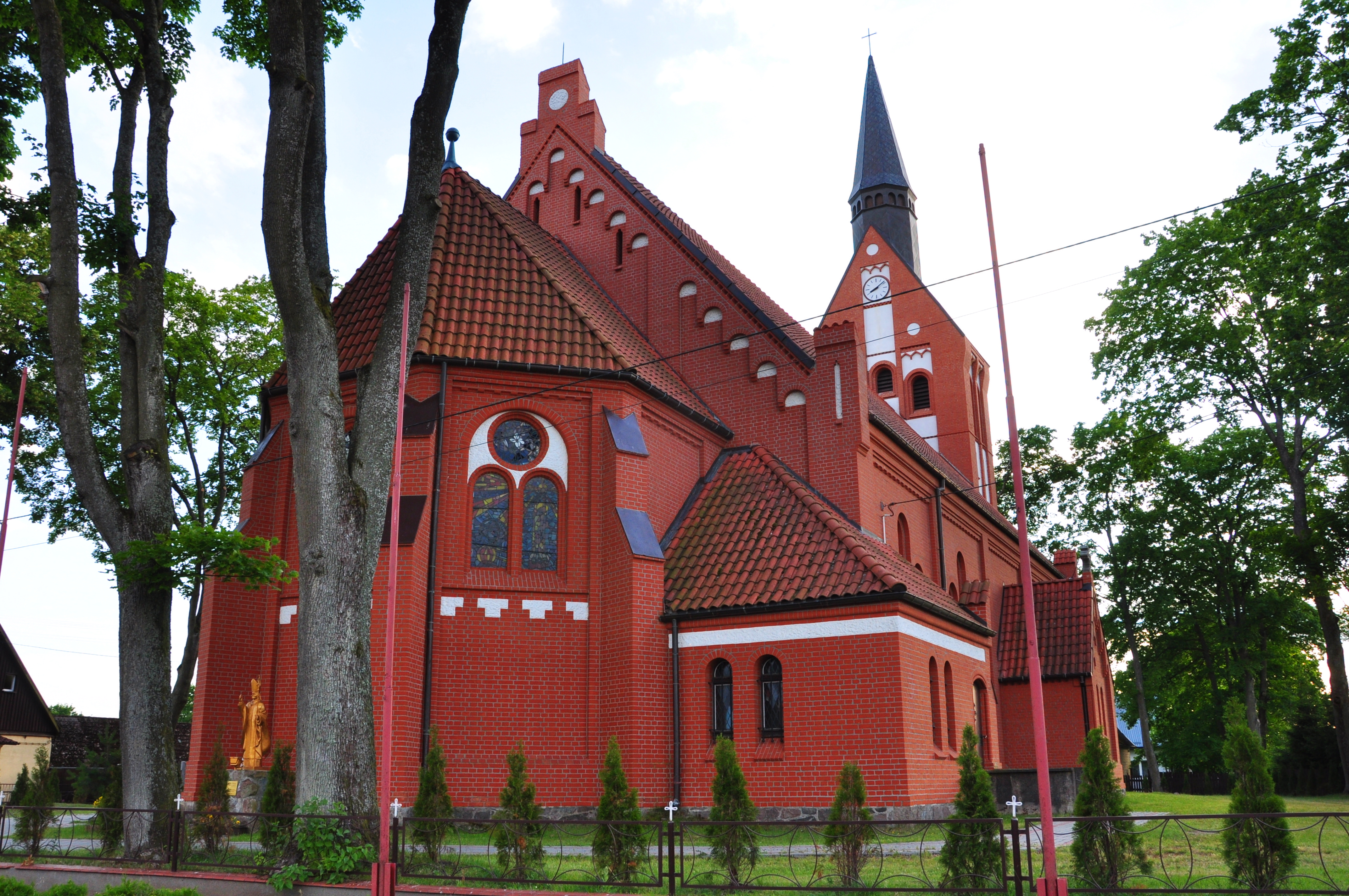
Kościół Narodzenia Najświętszej Maryi Panny w Koczale
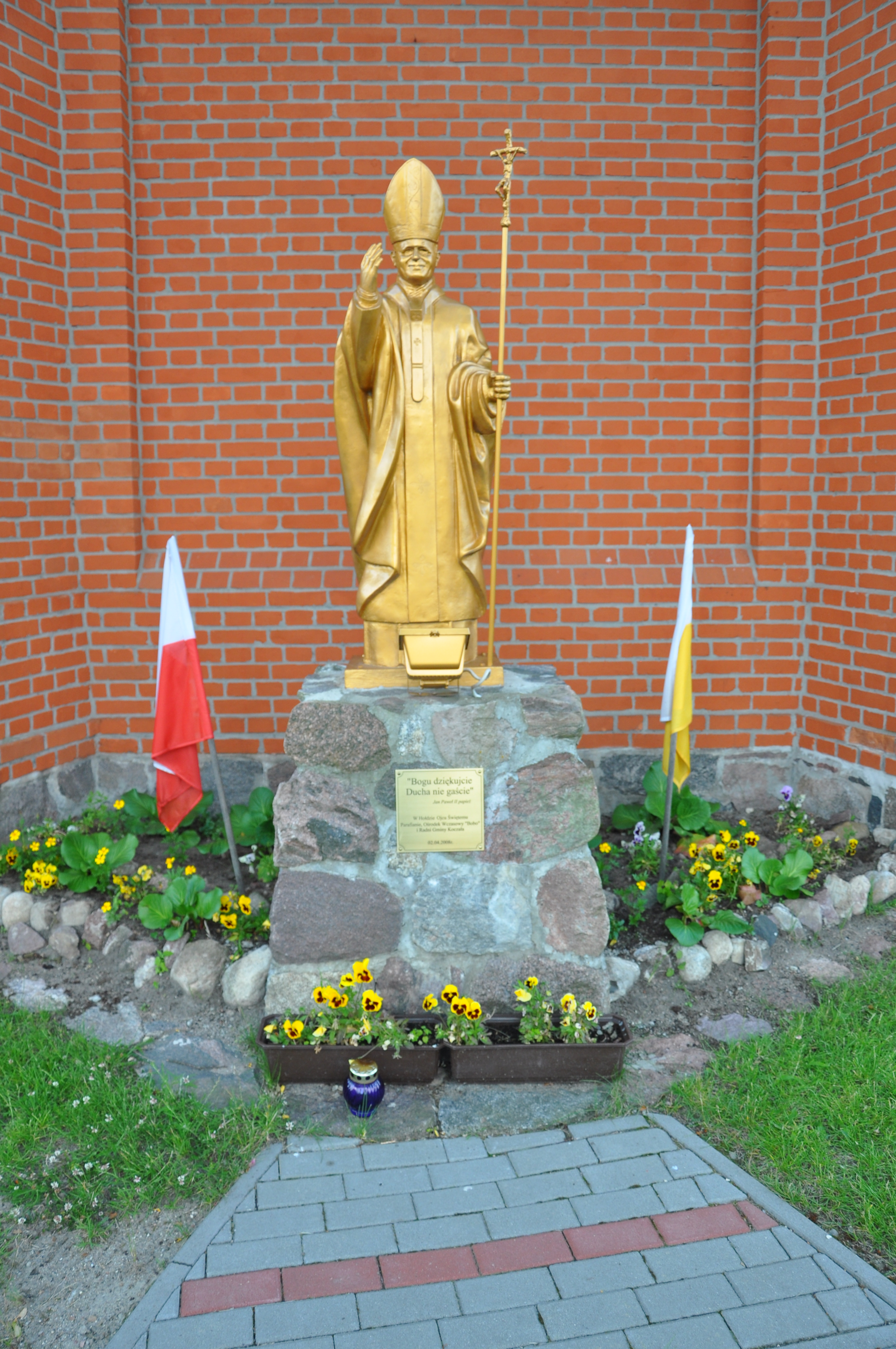
Pomnik Jana Pawła II